# 劉德秀 (宋朝)
刘德秀（1135年—1207年），字仲洪，号退轩，丰城石滩人，宋朝官员。

## 生平
刘德秀绍兴二十三年（1153年）中举，隆兴元年（1163年）进士，担任左迪功郎，知南康军户掾。后来升任左从政郎、桂阳军学教授。淳熙六年（1179年），提领户部犒赏酒库所干办公事。淳熙九年（1182年）二月，改任宣教郎，为潭州知长沙县。淳熙十三年（1186年）二月，磨勘转奉议郎。淳熙十五年（1188年）九月，转承议郎，充任四川制置安抚使司参议官。绍熙元年（1190年）十二月，担任朝奉郎、权发遣重庆军抚事。绍熙二年（1191年）六月，转任朝散郎。绍熙五年（1194年）四月，宋孝宗驾崩，刘德秀以大理寺主簿充山陵使属。六月，转任朝请郎。九月，擢升为监察御史。庆元元年（1195年）三月，转任朝奉大夫。四月，担任右正言。十月，兼侍讲。庆元二年（1196年）元月，担任右谏议大夫。庆元三年（1197年）四月，担任工部尚书。八月，担任兵部尚书。十一月，进封丰城县开国男。庆元四年（1198年）元月，兼侍读。五月，转任朝散大夫，兼实录院修撰。八月，担任吏部尚书。十二月，转任朝请大夫。庆元五年（1199年）八月，改知婺州。十二月，以龙图阁学士出任四川安抚制置使、知成都府。庆元六年（1200年）十二月，进封丰城县开国子。嘉泰元年（1201年）五月，转任朝议大夫。
嘉泰二年（1202年）五月，改知潭州、兼荆湖南路安抚使。十一月，转任中奉大夫。十二月，进封丰城县开国伯。嘉泰四年（1204年）二月，授为端明殿学士、提举隆兴府玉隆万寿宫。十二月，到达行在临安府，再授吏部尚书、中奉大夫。开禧元年（1205年）二月，兼侍读。四月初一，授端明殿学士、签书枢密院事，成为宰执。五月，进封豫章郡开国侯。闰八月，进呈高宗皇帝实录，转任太中大夫。九月，他反对韩侂胄对金朝用武，以资正殿大学士出知绍兴府、浙东路安抚使。之后辞职，提举临安府洞霄宫，回家居住。开禧二年（1206年）九月，进封豫章郡开国公，致仕特进勋阶上柱国，赐紫金鱼袋。开禧三年（1207年）十一月廿四日，去世。享年七十三岁。宋宁宗辍朝一日。嘉定二年（1209年）二月廿五日葬在新建县，赠太师，谥文穆。《全宋词》收录“贺新郎”词一首。有遗稿《默轩词》二十余卷。

## 家庭

### 妻
黄氏，封齐安郡夫人。

### 子女
1. 长子刘敏行，官至通直郎，出判辰州、郓州军事
2. 次子刘敏学，官至通直郎、荆湖南路提举司干办公事
3. 三子刘敏文，官至承事郎、监西京中岳庙
4. 幼子刘敏中，官至承奉郎、监兴国军在城酒税
5. 女儿嫁给适承信郎、监吉州吉水县酒税王问礼